# 東京都議會
东京都议会（日语：／ Tōkyōtogikai）为日本东京都立法机关，主要负责制定和修改东京都法律、批准東京都廳预算、以及对东京都知事进行信任投票。由于东京都相比其他都道府县具有一定的特殊性，同时为了促进行政高效，东京都议会有一定的权力，通常会与市、区部议会的职责相重叠。

## 概要
每位议员任期4年，共127名议员。選舉區採中選區制（複數選區單記不可讓渡投票制）、小選區制混合制。
現任議長為都民第一會尾崎大介，副議長為公明黨長橋桂一。
每年舉行四次定例會。(東京都議會定例會回數相關條例)
一般第1回定例會定在2月〜3月的30日間，第2回定例會在6月的15日間，第3回定例會在9月〜10月的30日間，第4回定例會在11月〜12月的15日間。

### 下属机关
都議會設有輔助事務組織「議會局」。
- 管理部 - 秘書科、总务科、经理科、广报科
- 議事部 - 議案法制科、議事科
- 調査部 - 調查情報科、图书館

## 历史

### 成立
1943年（昭和18年）6月1日，東京都制制定。7月1日，東京都制施行。9月13日，舉行第1回都議會議員選舉（席次100人）。10月11日，第1回東京都議會臨時會開會。
1947年（昭和22年）4月30日，第2回都議會議員選舉（席次120人）。6月27日，設立都議會食糧對策委員會。
1951年（昭和26年）1月23日，千代田區丸之內的都議會議事堂落成。4月30日，第3回都議會議員選舉（席次120人，同日執行的第2代都知事選舉由安井誠一郎當選）。
1955年（昭和30年）4月23日，第4回都議會議員選舉（席次120人，同日執行的第3代都知事選舉由安井誠一郎連任）。
1959年（昭和34年）4月23日，第5回都議會議員選舉（席次120人，同日執行的第4代都知事選舉由東龍太郎當選）。5月18日，都議會全員協議會通過申奧。10月2日，設立奧林匹克東京大會準備實行委員會。
1963年（昭和38年）4月17日，第6回都議會議員選舉（席次120人，同日執行的第5代都知事選舉由東龍太郎連任）。

### 自主解散
都道府縣議會通常4年任期結束時舉行選舉（統一地方選舉），然而東京都議會在1965年（昭和40年）由於都道府縣議會首次的「自主解散」而自行舉行選舉。
自民黨的小山貞雄、藤森賢三、加藤好雄三名議員在議長選舉中競爭激烈。同年3月9日，小山當選議長。同月15日，藤森涉嫌贈賄遭到逮捕，之後至5月20日，小山、加藤等17名自民黨議員因涉嫌收賄遭到逮捕、起訴（東京都議會黑霧事件）。
在都民對議會的不信任高漲之下，社會、共產、公明、民社四黨與東京地方勞動組合評議會五團體決定推動都議會罷免選舉，5月28日設立「都政刷新、都議會解散、罷免選舉推進本部」。東京都選舉管理委員會在6月3日公告罷免選舉。都議會方面，依據自民黨主導所緊急制定並在6月3日施行的地方公共團體議會解散相關特例法，不等2年後任期結束，決議自主解散，7月14日舉行選舉。
這是日本國憲法下地方自治體議會首次自主解散後的選舉。之後東京都議會選舉在知事選舉（統一地方選舉）2年後（2年後的7月）舉行，使得都議選成為都政的期中選舉。之後2012年（平成24年）至2016年（平成28年）石原慎太郎、猪瀨直樹、舛添要一陸續在任期中辭職，都議選變成在知事選後1年舉行。

### 民主黨成為第一大黨
2009年（平成21年）7月12日舉行的東京都議會議員選舉，被視為第45屆日本眾議院議員總選舉的前哨戦。東京都的議題包含新銀行東京經營問題、築地市場移轉問題、都立兒童醫院廢止問題等。
執政黨自民黨、公明黨的目標是取得過半，民主黨則以都議會政權更替為目標。在極受矚目的其況下，投票率從2005年都議選的43.99%大幅成長至54.49%。本次選舉讓自民黨自1950年（昭和25年）以來首度失去千代田區、中央區席次，也在十分保守的青梅市敗選，一人區議席中僅守住島嶼部。最終結果，民主黨從34席大幅成長至54席，成為議會第一大黨，但未能與生活者網路等盟友取得過半。自民黨從48席下滑至38席，是自1965年（昭和40年）以來首次交出第一大黨寶座。另一方面，公明黨靠著組織票連續5回全員當選。共產黨與生活者網路席次也減少，民主黨成為本次選舉唯一的贏家。

### 通過议长不信任案
2011年10月18日第3回東京都議會定例會最終日，和田宗春議長不信任決議案在自民黨與公明黨等支持下通過。這是都議會第二次提出、第一次通過議長不信任決議案。

### 自民黨重回第一大黨與民主黨滑落第四大黨
2013年（平成25年）6月23日的東京都議會議員選舉，自民黨與公明黨全員當選，分別登上第一、第二大黨。本次是自民黨首次全員當選，公明黨則是連續六屆全員當選。另一方面，大敗的民主黨僅剩15席，次於大幅成長至17席的共產黨，位居第四大黨。眾人之黨拿下七席，而提名34人的維新會僅拿下2席。生活者網路維持平盤。

### 小池百合子就任知事以後
2016年，在七月的東京都知事選舉勝選的小池百合子就任東京都知事，各黨派開始積極運作。同年12月，都議會公明黨宣布取消自1979年以來與自民黨團的合作關係。年底，都議會自民黨團三名議員退出另立「新風自民黨」。翌年2017年1月，小池都知事實際領導的政治團體都民第一會開始以地方政黨活動。原眾人之黨所屬議員黨團「閃耀TOKYO」的三名議員申請成立新黨團「都民第一會　東京都議團」。同年2月，民進黨都議會黨團中的舊民主黨系「都議會民進黨」14人，與舊維新黨系「民進黨都議團」4人合組新黨團「東京改革議員團」，並積極拉攏新黨團「都議會生活者網路」的兩名議員與兩名無所屬議員。2月20日，1月退出「都議會自民黨」另組「新風自民黨」其中兩人提出退黨加入都民第一會。
在築地市場移轉豐洲地區問題方面，2月22日，東京都議會定例會的本會議中，全會通過成立調査特別委員會（百條委員會），是都議會2005年以來睽違12年的第七個百條委員會。委員會決定傳喚決定購入土地前知事石原慎太郎與前副知事濱渦武生作證。3月11日，針對豐洲市場一連串問題進行調查的百條委員會開會。初日進行當時相關人士的傳喚作證。接著3月20日，時任東京都知事石原慎太郎出席作證。
7月2日的2017年東京都議會議員選舉，小池知事率領的都民第一會50名候選人中當選49人，拿下重大勝利。加上推薦的六名無所屬候選人，共取得55席，奪下自民黨手中的都議會第一大黨寶座。加上在選舉中合作的公明黨、生活者網路等支持小池知事的黨團，共取得壓倒性的過半席次。另一方面，自民黨僅獲得23席，超越2009年都議選的38席，為史上最大慘敗。共產黨吸收了反對安倍政權與小池都政的票源擴大勢力，而民進黨、日本維新會則被掩埋在「都民第一VS自民」的態勢下，維新維持一席、民進黨失掉兩席來到五席，遠少於前回（2013年）的15席，成為舊民主黨創黨以來最低席次。
9月25日，小池就任希望之黨代表，宣佈進軍國政，造成與公明黨的關係惡化。公明黨在11月14日正式宣布退出知事執政聯盟。由於都民第一會在都議會無法單獨過半，公明黨的退出對小池在都議會的勢力影響重大。

## 党团
| 黨團名     | 議員席次 | 所屬黨派         |
| ---------- | -------- | ---------------- |
| 自由民主党 | 33       | 自由民主党       |
| 都民第一会 | 31       | 都民第一会       |
| 公明党     | 23       | 公明党           |
| 日本共産党 | 19       | 日本共産党       |
| 立憲民主党 | 15       | 立憲民主党       |
| 東京未来   | 1        | 無所属           |
| 東京維新会 | 1        | 日本維新会       |
| SDGs東京   | 1        | 無所属           |
| 自由守护会 | 1        | 自由守护会       |
| 绿色东京   | 1        | 绿党Greens Japan |
| 缺額       | 0        |                  |
| 現席       | 127      |                  |
| 总数       | 127      |                  |

議員席次五席以上的黨團有代表質問權，11席以上黨團有議案提案權。

### 同名黨團
眾人之黨（黨團「都議會眾人之黨」）最初由七議員組成單一黨團，但2013年（平成25年）7月左右，渡邊喜美代表與江田憲司幹事長的不和浮上檯面，渡邊派與江田派分別推舉兩角穰議員、野上幸繪議員參選黨團幹事長。最後渡邊派4議員退出另立新黨團（黨團「眾人之黨」，之後的「眾人之黨 Tokyo」），同時有兩個同名黨團存在。同年底，江田退黨組成連結黨，並與江田派3議員結盟更換黨團名為「都議會連結黨」（之後與日本維新會組成黨團）。
2016年（平成28年）3月27日，民主黨與維新黨組成民進黨，都議會的舊民主黨黨團「都議會民主黨」與舊維新黨黨團「都議會維新黨」在同年四月分別更名為「都議會民進黨」、「民進黨都議團」，形成民進黨有兩個黨團的狀態。翌年2017年2月14日。兩黨團合併為「東京改革議員團」。
2016年（平成28年）年底，自民黨團「都議會自民黨」三名議員申請退出黨團成立新黨團「新風自民黨」。翌年2017年1月，「新風自民黨」成立。2月20日，其中兩人退出自民黨加入都民第一會，新風自民黨成為「一人黨團」。2018年1月31日，「新風自民黨」唯一議員重回「都議會自民黨」，新風自民黨解散。

## 选区
| 选区名称   | 人数 | 选区名称   | 人数 | 选区名称   | 人数 | 选区名称   | 人数 |
| ---------- | ---- | ---------- | ---- | ---------- | ---- | ---------- | ---- |
| 千代田区   | 1    | 中央区     | 1    | 港区       | 2    | 新宿区     | 4    |
| 文京区     | 2    | 台東区     | 2    | 墨田区     | 3    | 江東区     | 4    |
| 品川区     | 4    | 目黑區     | 3    | 大田区     | 8    | 世田谷区   | 8    |
| 渋谷区     | 2    | 中野区     | 4    | 杉並区     | 6    | 豐島區     | 3    |
| 北区       | 4    | 荒川区     | 2    | 板橋区     | 5    | 練馬区     | 6    |
| 足立区     | 6    | 葛飾区     | 4    | 江戶川區   | 5    | 八王子市   | 5    |
| 立川市     | 2    | 武藏野市   | 1    | 三鷹市     | 2    | 青梅市     | 1    |
| 府中市     | 2    | 昭島市     | 1    | 町田市     | 3    | 小金井市   | 1    |
| 小平市     | 2    | 日野市     | 2    | 西東京市   | 2    | 西多摩     | 2    |
| 南多摩     | 2    | 北多摩第一 | 3    | 北多摩第二 | 2    | 北多摩第三 | 2    |
| 北多摩第四 | 2    | 島部       | 1    |            |      |            |      |

- 西多摩選舉區：福生市、羽村市、秋留野市、西多摩郡
- 南多摩選舉區：多摩市、稻城市
- 北多摩第一選舉區：東村山市、東大和市、武藏村山市
- 北多摩第二選舉區：国分寺市、国立市
- 北多摩第三選舉區：調布市、狛江市
- 北多摩第四選舉區：清瀨市、東久留米市
- 島部選舉區：東京都島嶼部(大島支庁、三宅支庁、八丈支庁、小笠原支庁)

## 選舉結果
東京都議會選舉自1965年（昭和40年）都議會議長選舉貪汙的「黑霧事件」自主解散以來，不與統一地方選舉一同舉行。由於常在眾議院總選舉與參議院議員通常選舉等國會議員選舉前舉行（最近的有2001年、2005年、2009年、2013年、2017年），常被視為是國會大選的前哨戰。
實際上，都議選的結果也常預言了之後國政選舉的結果，如1989年（平成元年）都議選自民黨慘敗，社會黨獲勝，之後的參院選在土井高子委員長的瑪丹娜旋風下為社會黨取得勝利。1993年（平成4年）都議選中日本新黨躍進、社會黨慘敗，之後總選舉以日本新黨為中心的新黨浪潮興起，社會黨慘敗，自民黨下野，結束55年體制。2001年、2005年，小泉純一郎總理的高人氣帶領自民黨穩居第一大黨、民主黨躍進、社民黨與共產黨議席衰退，之後的選舉中一樣自民黨大勝、民主黨躍進，形成兩大政黨時代。2009年（平成21年）民主黨大勝、自民黨大敗，之後的總選舉也造成政權交替。2013年（平成25年）民主黨大敗，自民黨大勝，共產黨躍進，之後參院選也讓自民黨重回參院第一大黨。但是，2017年（平成29年）創下都議選最低席次的自民黨在2個半月後的總選舉中獲勝。
| 第20回 2017年（平成29年）7月2日 |        |      |      |     |
|                                 | 政黨   | 公認 | 推薦 | 計  |
| 執政黨                          | 都民   | 49   | 7    | 56  |
| 執政黨                          | 公明   | 23   | 0    | 23  |
| 執政黨                          | 生活網 | 1    | 0    | 1   |
| 在野黨                          | 自民   | 23   | 0    | 23  |
| 在野黨                          | 共產   | 19   | 1    | 19  |
| 在野黨                          | 民進   | 5    | 0    | 5   |
| 在野黨                          | 維新   | 1    | 0    | 1   |
| 無所屬                          | 無所屬 | 6    | -    | 6   |
| 計                              | 計     | 127  | 0    | 127 |
| 投票率 : 51.28％                |        |      |      |     |

| 第19回 2013年（平成25年）6月23日 |        |      |      |     |
|                                  | 政黨   | 公認 | 推薦 | 計  |
| 執政黨                           | 自民   | 59   | 0    | 59  |
| 執政黨                           | 公明   | 23   | 0    | 23  |
| 在野黨                           | 共產   | 17   | 0    | 17  |
| 在野黨                           | 民主   | 15   | 0    | 15  |
| 在野黨                           | 眾人   | 7    | 0    | 7   |
| 在野黨                           | 生活網 | 3    | 0    | 3   |
| 在野黨                           | 維新   | 2    | 0    | 2   |
| 無所屬                           | 無所屬 | 1    | -    | 1   |
| 計                               | 計     | 127  | 0    | 127 |
| 投票率 : 43.50%                  |        |      |      |     |

| 第18回 2009年（平成21年）7月12日 |        |      |      |     |
|                                  | 政黨   | 公認 | 推薦 | 計  |
| 執政黨                           | 自民   | 38   | 0    | 38  |
| 執政黨                           | 公明   | 23   | 0    | 23  |
| 在野黨                           | 民主   | 54   | 3    | 54  |
| 在野黨                           | 共產   | 8    | 0    | 8   |
| 在野黨                           | 生活網 | 2    | 1    | 2   |
| 無所屬                           | 無所屬 | 2    | -    | 2   |
| 計                               | 計     | 127  | 3    | 127 |
| 投票率 : 54.49%                  |        |      |      |     |

| 第17回 2005年（平成17年）7月3日 |        |      |      |     |
|                                 | 政黨   | 公認 | 推薦 | 計  |
| 執政黨                          | 自民   | 48   | 0    | 48  |
| 執政黨                          | 公明   | 22   | 0    | 22  |
| 在野黨                          | 民主   | 35   | 0    | 35  |
| 在野黨                          | 共產   | 13   | 0    | 13  |
| 在野黨                          | 生活網 | 3    | 0    | 3   |
| 在野黨                          | 諸派   | 1    | 0    | 1   |
| 無所屬                          | 無所屬 | 4    | -    | 4   |
| 計                              | 計     | 127  | 0    | 127 |
| 投票率 : 43.99%                 |        |      |      |     |

## 主要都議會議員出身人士
現任眾議院議員
| - 大西英男（原自民黨都連副會長） - 大河原雅子（原民主黨參議院議員） - 柿澤未途（原民進黨役員室長） - 菅原一秀（自民黨副幹事長、原財務副大臣） | - 下村博文（自民黨都連會長、原文部科學大臣） - 高木啓（原都議會自民黨幹事長） - 手塚仁雄（原內閣總理大臣補佐官） - 萩生田光一（內閣官房副長官、原自民黨總裁特別補佐） | - 初鹿明博（原民進黨青年局長） - 松原仁（原民進黨東京都連會長） - 松本文明（自民黨內閣第2部會長） |

現任參議院議員
- 山田宏（日语：山田宏）（原杉並區長）

現任首長
| - 石森孝志（八王子市） - 臼井孝（秋留野市） - 小林正則（小平市） - 近藤彌生（足立區） - 坂本健（板橋區） | - 田中良（杉並區） - 西岡真一郎（小金井市） - 西川太一郎（荒川區） - 服部征夫（台東區） | - 花川與惣太（北區） - 松原忠義（大田區） - 松下玲子（武藏野市） - 山崎孝明（江東區） |

其他
- 淺沼稻次郎（第3代日本社會黨委員長）

## 醜聞

### 性騷擾問題
2014年（平成26年）6月18日，眾人之黨議員鹽村文夏在針對少子化問題發言時，自民黨議員鈴木章浩在喧鬧聲中講出「早點結婚不就好了」疑似性騷擾的發言。朝日新聞與朝日電視台透過議場聲音分析發現還有鈴木以外的議員有類似的性騷擾發言，但未能明確分辨是何人發言。這次事件引發民眾抗議，執政的自民黨也對此道歉。

## 薪資
| 職務     | 月薪            | 政務活動費      |
| -------- | --------------- | --------------- |
| 議長     | 月1,271,000日圓 | 每月600,000日圓 |
| 副議長   | 1,147,000日圓   | 每月600,000日圓 |
| 委員長   | 1,059,000日圓   | 每月600,000日圓 |
| 副委員長 | 1,040,000日圓   | 每月600,000日圓 |
| 議員     | 1,022,000日圓   | 每月600,000日圓 |

其他津貼
出席議會的特別區及島部選出議員每日可獲得10,000日圓，其他地區議員可獲得12,000日圓。島部議員還有往返東京都議會議事堂的船費、機票與住宿補助。東京都內或鄰縣出差的一日補助為12,000日圓，其它地域則享有與副知事同等待遇。議長及副議長作為議會代表，享有知事同等待遇。

## 外部連結
- 東京都議會